# Дес Плејнс
Дес Плејнс (енгл. Des Plaines) град је у америчкој савезној држави Илиноис. По попису становништва из 2010. у њему је живело 58.364 становника.

## Демографија
Према попису становништва из 2010. у граду је живело 58.364 становника, што је 356 (0,6%) становника мање него 2000. године.
| Група             | 2000.          | 2010.          |
| Белци             | 44.635 (76,0%) | 39.689 (68,0%) |
| Афроамериканци    | 594 (1,0%)     | 1.039 (1,8%)   |
| Азијати           | 4.492 (7,6%)   | 6.674 (11,4%)  |
| Хиспаноамериканци | 8.229 (14,0%)  | 10.053 (17,2%) |
| Укупно            | 58.720         | 58.364         |